# 4. září
4. září je 247. den roku podle gregoriánského kalendáře (248. v přestupném roce). Do konce roku zbývá 118 dní. Svátek slaví Jindřiška a Rozálie.

## Události

### Česko
- 1784 – Císařským výnosem byl královopolský kartouzský klášter určen pro vojenské využití a budova byla změněna na kasárna
- 1892 – Při povodni byly zničeny dva oblouky Karlova mostu. Jeden se zcela zřítil a voda dosáhla až na Staroměstské náměstí.
- 1942 – Nacisté popravili biskupa Gorazda, faráře Čikla a staršího pravoslavné církve Sonnevenda za přechovávání účastníků atentátu na Heydricha.
- 1970 – Premiéra českého černobílého filmu režiséra Zdeňka Podskalského Ďábelské líbánky. Hlavní role natočili Vlastimil Brodský a Jana Brejchová
- 1990 – Došlo ke změně koncepce Československé televize a federálním programem bude pouze 1. program Československé televize pod názvem F1. Dosavadní 2. program se rozdělil na český okruh ČTV a slovenský S1.
- 1991 – Na Ministerstvu vnitra ČR byl zaregistrován Bílý kruh bezpečí, sdružení pro pomoc obětem trestných činů.
- 2000 – Největší archiv československé exilové literatury, založený v roce 1986 v Německu pod jménem Československé dokumentační středisko, zahájil své stěhování do České republiky.
- 2004 – Americký zpěvák James Brown poprvé vystoupil v Praze
- 2006 – Prezident republiky Václav Klaus jmenoval novou vládu, vedenou Mirkem Topolánkem
- 2014 – Při rekonstrukci silničního mostu ve Vilémově na Havlíčkobrodsku došlo k jeho zřícení, při čemž zahynuli 4 dělníci.
- 2016 – 68. sjezd chemiků v Praze, který připomíná 150 let České společnosti chemické (ČSCH).

### Svět
- 0422 – Bonifác I. končí jako 42. katolický papež, nahradí ho Celestýn I.
- 0476 – Zánik západořímské říše – Odoacer sesadil císaře Romula Augusta a byl svým vojskem prohlášen za 1. barbarského krále Itálie
- 0626 – Li Š'-min se stal čínským císařem Tchaj-cung po tom, co jeho otec abdikoval na jeho žádost
- 0929 – Polabští Slované (Obodrité a Lutici) jsou poraženi Sasy v bitvě nedaleko pevnosti Lenčín v dnešním Anhaltsku. Veliké množství Slovanů padlo nebo bylo později popraveno.
- 1024 – Konrád II. zvolen římsko-německým králem jako první příslušník Sálské dynastie
- 1260 – Sienští ghibellini s pomocí Manfréda Sicilského rozdrtili florentské guelfy v bitvě u Montaperti.
- 1282 – Aragonský král Pedro III. připojuje Sicílii a stává se tak i králem sicilským.
- 1359 – sňatek Meinharda Bavorského (1344 - 1363) s Markétou Habsburskou (1346 – 1366)
- 1414 – Burgundský vévoda z vedlejší větve francouzské královské rodiny Valois Jan Nebojácný podepisuje v Utrechtu mírovou dohodu s Armagnonci
- 1479 – Dohoda z Alcáçovasu je podepsaná katolickými vládci Aragonu a portugalským králem Alfonso I. a jeho synem princem Janem II., kteří uznali Isabellu jako královnu Kastilie
- 1504 – Italský cestovatel Amerigo Vespuci vydává ve Florencii šestnáctistránkový spisek o ostrovech objevených na čtyřech cestách. Na jeho základě německý kartograf Martin Waldseemüller nazval jeden z nich Amerikou.
- 1609 – Anglický mořeplavec a navigátor Henry Hudson objevil ostrov Manhattan
- 1682 – Anglický astronom Edmond Halley zpozoroval kometu, která dnes nese jeho jméno
- 1781 – 44 španělských osadníků založilo v Bahia de las Fumas farmářské sídlo v jižní Kalifornii a nazvali ho  El Pueblo de Nuestra Señora Reina de Los Angeles de Porciuncula. Později bylo jméno zkráceno na Los Angeles.
- 1800 – Britové přinutili ke kapitulaci francouzskou posádku ve Vallettě a vyhlásili nad Maltou Maltský protektorát.
- 1807 – Robert Fulton začíná provozovat svůj parník na trati mezi Albany a New Yorkem
- 1837 – Samuel Morse poprvé předvedl svůj telegraf a o měsíc později jej přihlásil k patentování. Pro svůj telegrafický provoz vynalezl zvláštní značkovou abecedu z teček a čárek, která dodnes nese jeho jméno.
- 1870 – Poté, co francouzský císař Napoleon III. padl do pruského zajetí, byla v Paříži vyhlášena třetí republika.
- 1886 – Po téměř 30letém boji se Geronimo, náčelník Apačů, vzdal v Arizoně americké armádě.
- 1888 – George Eastman dostává patent na svoji kameru na svinutý film a registruje svoji ochranou známku Kodak
- 1905 – Na ostrově Man byl poprvé pořádán nejstarší automobilový závod světa RAC (Královský automobilový klub), který se dosud pravidelně koná.
- 1914 – Francie, Rusko a Velká Británie se dohodly v Londýně, že nikdo z nich nepodepíše separátní mír s Německem, což Rusko později porušilo
- 1939 – Německé jednotky obsadily polský Gdaňsk (Danzig)
- 1970
  - Marxista Salvador Allende vyhrál chilské prezidentské volby. Jelikož nedosáhl nadpoloviční většiny hlasů, musel jeho zvolení do funkce schválit kongres
  - Sovětská primabalerína Natalia Makarovova požádala o politický asyl v Londýně při divadelním zájezdu Moskevského souboru
- 1976 – George W. Bush byl ve státě Maine zadržen za jízdu v opilosti
- 1998 – vznik společnosti Google
- 2016 – Papež František ve slavnostní ceremonii kanonizuje matku Terezu

## Narození

### Česko

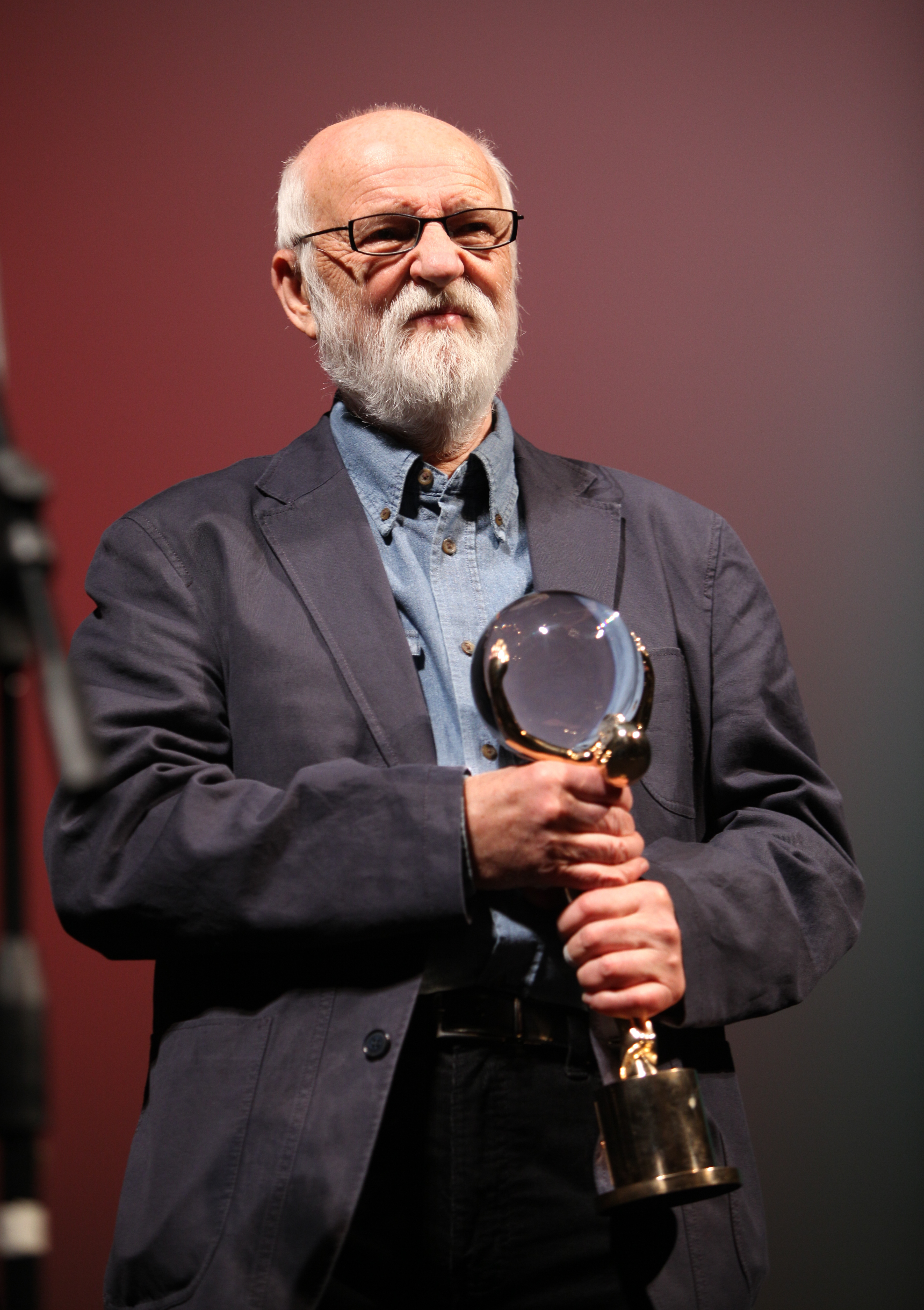
Jan Švankmajer (* 1934)

- 1653 – Jindřich Václav Richter, misionář v Jižní Americe († 3. listopadu 1696)
- 1763 – Josef ze Šternberka, šlechtic, mecenáš a osvícenec († 8. dubna 1830)
- 1782 – Karel Boromejský Hanl, katolický biskup († 7. října 1875)
- 1791 – Jan Svatopluk Presl, přírodovědec, profesor zoologie a mineralogie († 1849)
- 1821 – Josef Niederle, poslanec Českého zemského sněmu a starosta Lanškrounu († 29. srpna 1894)
- 1824 – Jan Prokopec, továrník, starosta Král. Vinohrad († 18. července 1895)
- 1835 – František Müller, vysokoškolský profesor geodézie († 21. října 1900)
- 1868 – Imrich Parák, československý ekonom a politik († 17. června 1934)
- 1874 – Rozálie Hajníková, československá politička († 4. ledna 1951)
- 1878 – Jaroslav Augusta, malíř († 28. února 1970)
- 1881
  - Joe Hloucha, japanolog, spisovatel, cestovatel a sběratel († 13. června 1957)
  - František Kysela, český malíř, scénický výtvarník († 20. února 1941)
- 1883 – Emil Hula, publicista a sběratel lidových písní († 17. března 1942)
- 1884 – Bedřich Horák, ministr práce a sociálních věcí Československa († ?)
- 1890 – Karel Kavina, botanik († 21. ledna 1948)
- 1893 – Jan Bervida, letecký odborník († 26. ledna 1962)
- 1902 – Oldřich Meduna, automobilový konstruktér († 9. listopadu 1996)
- 1904 – Hermann Födisch, archeolog († 29. března 1980)
- 1906 – Stanislav Mach, hudební skladatel a pedagog († 24. prosince 1975)
- 1909 – František Pelcner, československý fotbalový reprezentant († 16. března 1985)
- 1918 – Ivo Novák, scenárista a režisér († 15. února 2004)
- 1922 – Filip Jánský, letec a spisovatel († 20. srpna 1987)
- 1930 – František Bass, dětský básník († 28. října 1944)
- 1933 – Stanislav Bruder, herec († 19. června 2019)
- 1934 – Jan Švankmajer, filmový režisér, animátor a výtvarník
- 1941
  - Josef Šimek, kreslíř a hudebník († 8. ledna 2000)
  - Petr Král, básník, překladatel, esejista a filmový teoretik  († 17. června 2020)
- 1943 – Miroslav Lacký, hokejista († 31. ledna 2023)
- 1944 – Vladimír Kulhánek, baskytarista
- 1953 – Stanislav Klecandr, zpěvák, písničkář
- 1954 – Libor Rouček, politik
- 1981 – Tomáš Hübschman, fotbalista
- 1984 – Lucie Křížková, modelka
- 1988 – Tomáš Vaněk, herec, zpěvák a producent
- 1992 – Tomáš Bartejs, lední hokejista
- 1997
  - Pavel Protiva, rapper, hudební producent  († 7. října 2024)
  - Amálie Hilgertová, vodní slalomářka

### Svět

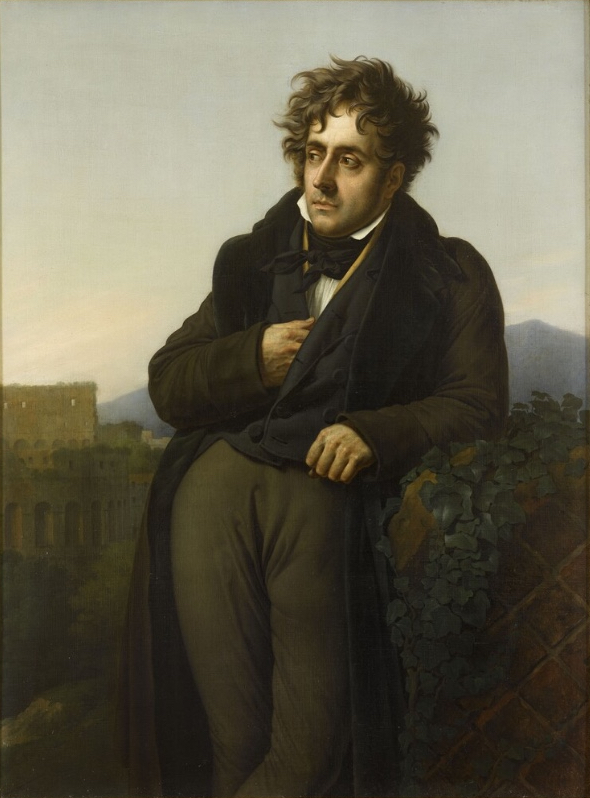
François René de Chateaubriand (* 1768)

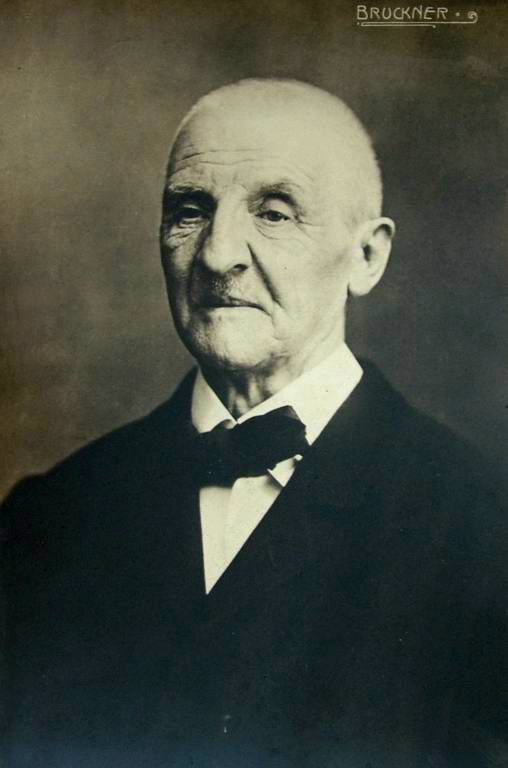
Anton Bruckner (* 1824)

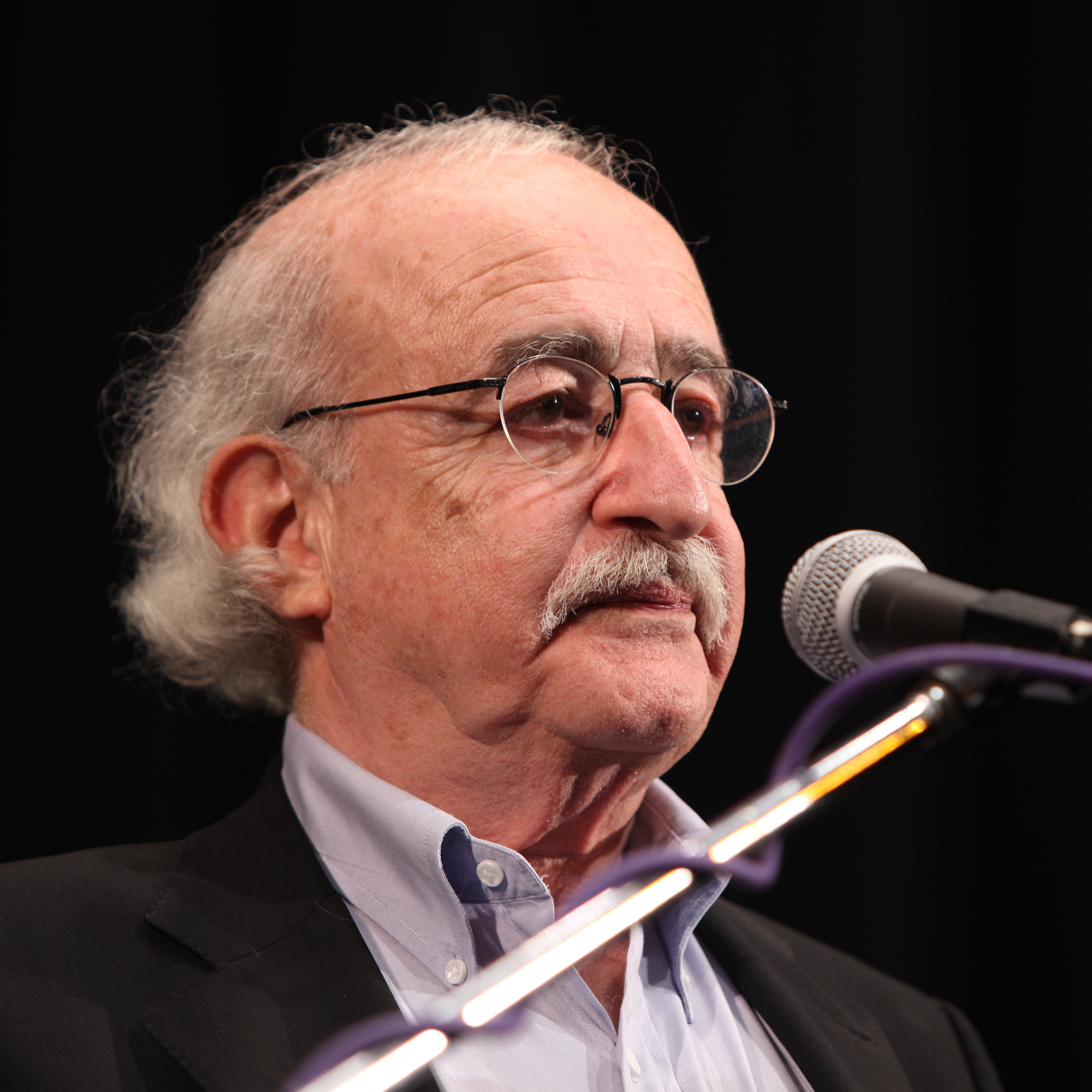
Juraj Herz (1934–2018)

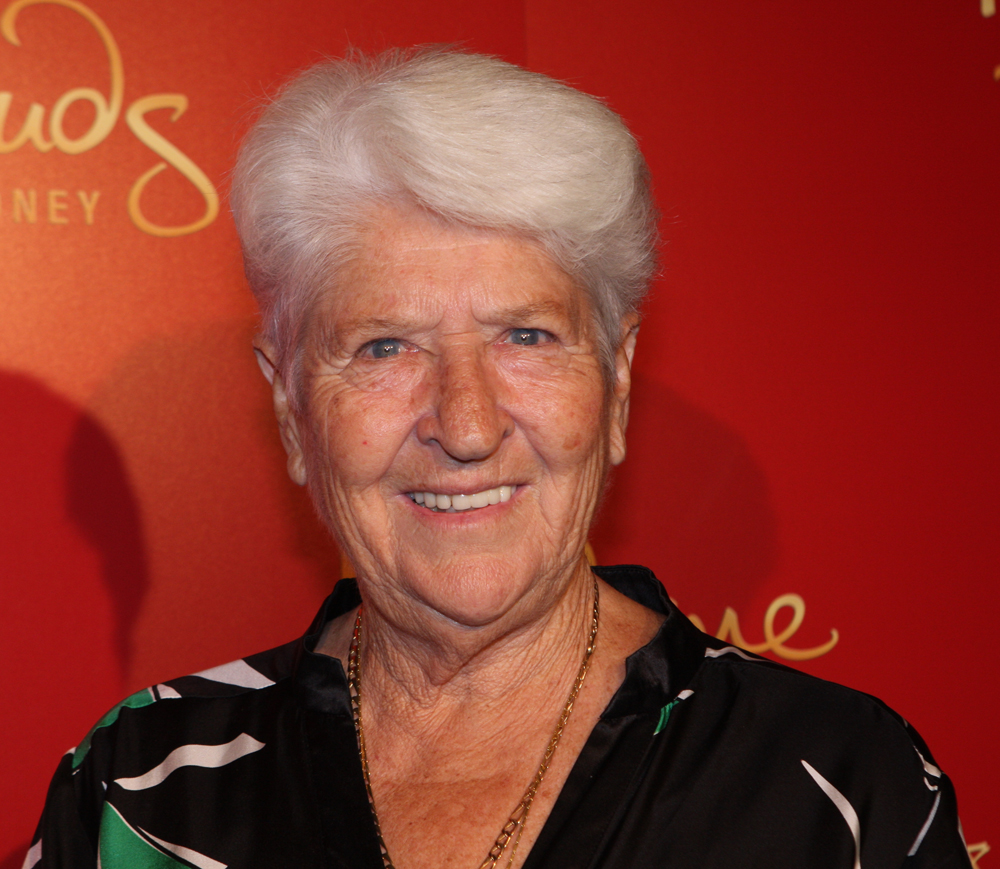
Dawn Fraserová (* 1937)

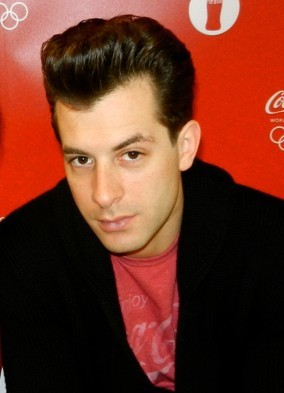
Mark Ronson (* 1975)

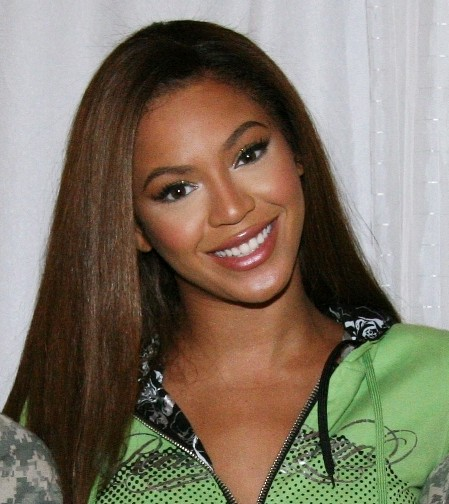
Beyoncé (* 1981)

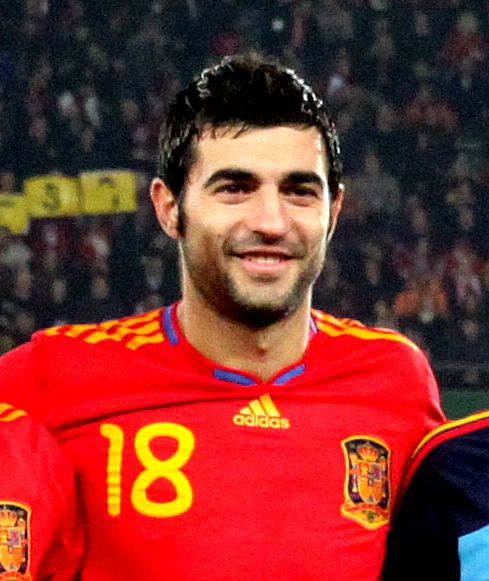
Raúl Albiol (* 1988)

- 1207 – Bonifác z Montferratu, markýz z Montferratu, vůdce 4. křížové výpravy (* ? 1150)
- 1241 – Alexandr III. Skotský, král skotský († 19. března 1286)
- 1455 – Jindřich Stafford, 2. vévoda z Buckinghamu, anglický šlechtic († 2. listopadu 1483)
- 1557 – Žofie Meklenburská, dánská královna († 4. října 1631)
- 1563 – Wan-li, čínský císař († 18. srpna 1620)
- 1681 – Carl Heinrich Biber, česko-rakouský houslista a skladatel pozdního baroka († 19. listopadu 1749)
- 1702 – Legall de Kermeur, francouzský šachista († 1792)
- 1719 – Johann Conrad Seekatz, německý rokokový malíř († 25. srpna 1768)
- 1729
  - Ludvík Ferdinand Bourbonský, syn francouzského krále Ludvíka XV. († 20. prosince 1765)
  - Juliana Marie Brunšvická, dánská a norská královna († 10. října 1796)
- 1768 – François René de Chateaubriand, francouzský diplomat a spisovatel († 4. července 1848)
- 1790 – Joseph Anton von Maffei, německý konstruktér († 1. září 1870)
- 1803 – Sarah Childress Polková, manželka 11. prezidenta USA Jamese Polka († 14. srpna 1891)
- 1809
  - Luigi Federico Menabrea, italský inženýr, matematik, generál, politik a diplomat († 24. května 1896)
  - Juliusz Słowacki, polský romantický básník a dramatik († 1849)
- 1816 – Eugène Noël, francouzský spisovatel († 28. září 1899)
- 1824 – Anton Bruckner, rakouský hudební skladatel a varhaník († 11. října 1896)
- 1840 – Vilém Oranžský, nizozemský následník trůnu († 11. června 1879)
- 1841 – Emil Kautzsch, německý evangelický teolog († 7. května 1910)
- 1843 – Ján Levoslav Bella, slovenský duchovní, varhaník, dirigent a hudební skladatel († 25. května 1936)
- 1846 – Daniel Burnham, americký architekt († 1. června 1912)
- 1850 – Luigi Cadorna, italský generál a politik († 21. prosince 1928)
- 1852 – Janko Kersnik, slovenský spisovatel a politik († 28. července 1897)
- 1853 – Richard Harry Fletcher, britský žokej († 10. května 1926)
- 1864 – Elisa Hohenlohe-Langenburská, německá šlechtična a kněžna z Reussu († 18. března 1929)
- 1866 – Simon Lake, americký konstruktér ponorek († 23. června 1945)
- 1869 – Karl Seitz, rakouský politik († 3. února 1950)
- 1877
  - Kārlis Ulmanis, prezident Lotyšska († 20. září 1942)
  - Jan Mauersberger, polský kněz, skautský vůdce a odbojář († 12. srpna 1942)
- 1883 – Béla Czóbel, maďarský malíř († 30. ledna 1979)
- 1888 – Oskar Schlemmer, německý malíř, sochař a choreograf († 13. dubna 1943)
- 1889 – Aage Remfeldt, dánský fotograf a olympionik († 29. listopadu 1983)
- 1890 – Michał Rola-Żymierski, polský maršál († 15. října 1989)
- 1891 – Fritz Todt, nacistický ministr zbrojního průmyslu († 8. února 1942)
- 1892
  - Darius Milhaud, francouzský hudební skladatel a pedagog († 22. června 1974)
  - Helmuth Plessner, německý filosof a sociolog († 12. června 1985)
- 1896
  - Antonin Artaud, francouzský básník a divadelník († 4. března 1948)
  - Aspasia Manuová, manželka řeckého krále Alexandra I. († 7. srpna 1972)
- 1897 – Michail Kaufman, ruský filmař a fotograf († 11. března 1980)
- 1902 – Oscar E. Monnig, americký astronom († 4. května 1999)
- 1903 – Robert Milton Zollinger, americký chirurg († 12. června 1992)
- 1904
  - Sabin Carr, americký olympijský vítěz ve skoku o tyči 1928 († 12. září 1983)
  - Oskár Jeleň, slovenský politik, pověřenec vnitra Slovenska († 3. července 1986)
- 1905 – Mary Renault, britská spisovatelka († 13. prosince 1983)
- 1906 – Alexander Moyzes, slovenský hudební skladatel († 20. listopadu 1984)
- 1909 – Johannes Willebrands, nizozemský kardinál, arcibiskup Utrechtu († 2. srpna 2006)
- 1912 – Günther Lützow, německý stíhací pilot († 24. dubna 1945)
- 1913
  - Mickey Cohen, americký gangster († 29. července 1976)
  - Kenzó Tange, japonský architekt († 22. března 2005)
  - Stanford Moore, americký biochemik, Nobelova cena za chemii 1972 († 23. srpna 1982)
- 1917 – Rondal Partridge, americký fotograf († 19. června 2015)
- 1918 – Gerald Wilson, americký trumpetista († 8. září 2014)
- 1921 – Herb Ellis, americký jazzový kytarista († 28. března 2010)
- 1924 – Jerzy Ficowski, polský básník, esejista, textař, prozaik a překladatel († 9. května 2006)
- 1925 – Forrest Carter, americký spisovatel († 7. června 1979)
- 1926
  - Ivan Illich, rakouský filozof, teolog a sociální teoretik († 2. prosince 2002)
  - Elias Hraoui, libanonský politik († 7. července 2006)
- 1927 – John McCarthy, americký informatik († 23. října 2011)
- 1928 – Manzoor Hussain Atif, pákistánský pozemní hokejista († 8. prosince 2008)
- 1931
  - Jack E. Boucher, americký fotograf architektury († 2. září 2012)
  - Anthony de Mello, indický kněz, psychoterapeut a spisovatel († 2. června 1987)
- 1934
  - Clive W. J. Granger, britský ekonom, nositel Nobelovy ceny za ekonomii († 27. května 2009)
  - Juraj Herz, česko-slovenský režisér, scenárista a herec († 8. dubna 2018)
  - Eduard Chil, ruský operní pěvec-barytonista († 2012)
- 1937 – Dawn Fraserová, australská plavkyně
- 1940 – Sonny Charles, americký zpěvák
- 1941 – Ján Pisančin, východoslovenský komik a vypravěč
- 1944 – Gene Parsons, americký hudebník
- 1946
  - Gary Duncan, americký hudebník († 29. června 2019)
  - David Liebman, americký saxofonista a flétnista
- 1948 – Michael Berryman, americký herec
- 1956 – Blackie Lawless, americký zpěvák, skladatel, kytarista a herec
- 1957
  - Khandi Alexanderová, americká tanečnice, choreografka a herečka
  - Patricia Tallmanová, americká herečka a kaskadérka
- 1963 – Sami Yaffa, finský baskytarista
- 1969
  - James Cleverly, britský politik
  - Giorgi Margvelašvili, gruzínský politik
- 1971
  - Mark Knowles, bahamský tenista
  - Bas van de Goor, nizozemský volejbalista
- 1972 – Guto Pryce, velšský baskytarista
- 1974 – José Luís Peixoto, portugalský spisovatel
- 1975
  - Mark Ronson, britský hudebník a hudební producent
  - Dave Salmoni, kanadský televizní moderátor a zoolog
- 1978 – Wes Bentley, americký herec
- 1979 – Maxim Sergejevič Afinogenov, ruský hokejista
- 1981 – Beyoncé, americká zpěvačka a herečka
- 1982
  - Mark Lewis-Francis, britský atlet
  - Lou Doillon, francouzská herečka, modelka a zpěvačka
  - Hildur Guðnadóttir, islandská violoncellistka a hudební skladatelka
- 1985
  - Raúl Albiol, španělský fotbalista
  - Kaillie Humphriesová, kanadsko-americká bobistka
- 1990
  - James Bay, britský zpěvák a kytarista
  - Olha Charlanová, ukrajinská sportovní šermířka
- 1991 – Carter Jenkins, americký herec
- 1993
  - Chantal Škamlová, slovenská tenistka
  - Yannick Carrasco, belgický fotbalista
  - Aslan Karacev, ruský tenista

## Úmrtí

### Česko

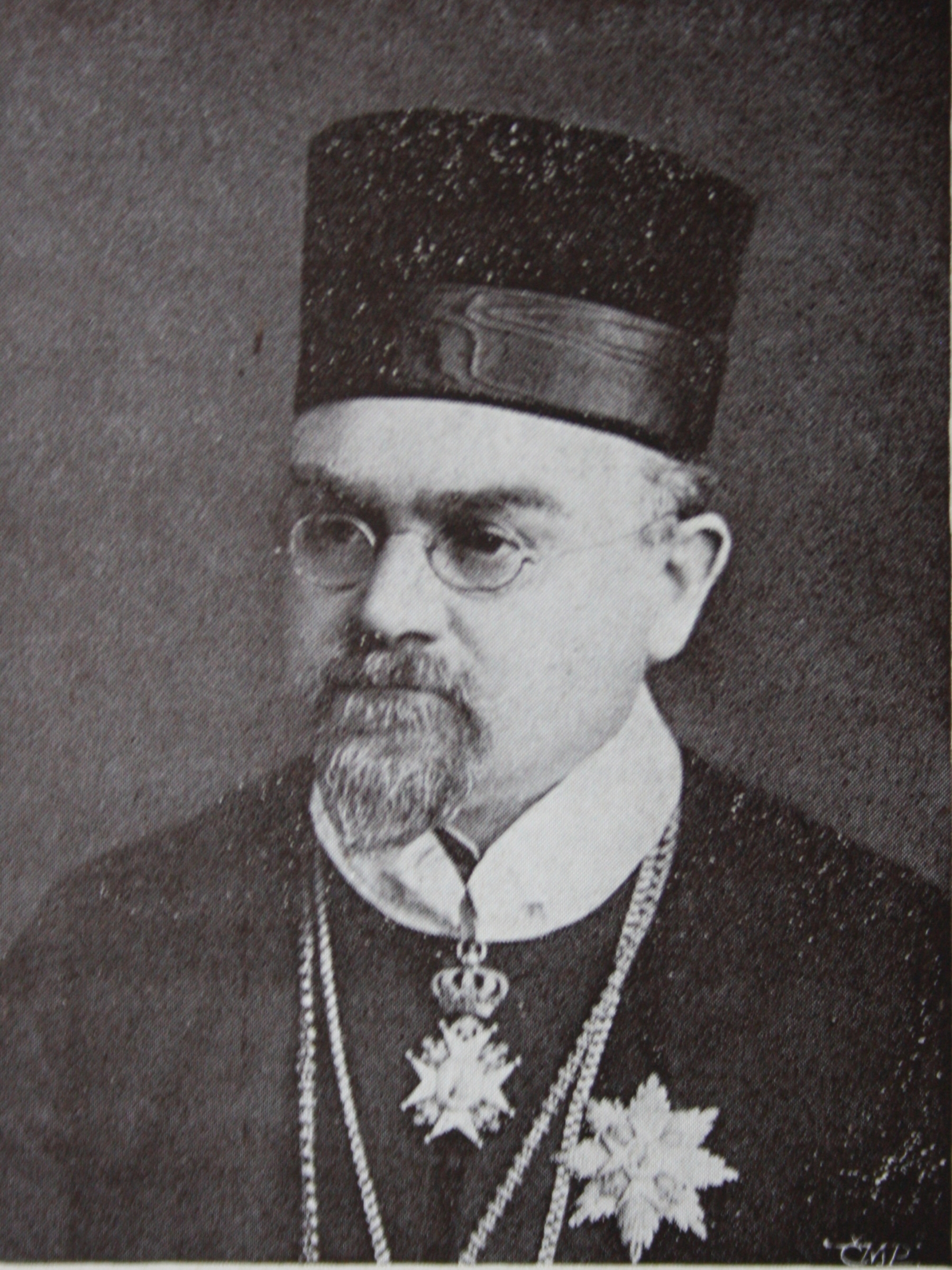
Svatý Gorazd II. († 1942)

- 1439 – Křišťan z Prachatic, matematik a astronom (* před 1370)
- 1515 – Barbora Braniborská, manželka českého krále Vladislava Jagellonského (* 29. května nebo 30. května 1464)
- 1847 – František Vladislav Hek, buditel, spisovatel a předobraz známé Jiráskovy literární postavy F. L. Věka (* 11. dubna 1769)
- 1852 – František Turinský, básník, spisovatel a úředník (* 26. ledna 1797)
- 1896 – Jan Václav Kautský, malíř a jevištní výtvarník (* 14. září 1827)
- 1910 – František Janiš, teolog (* 19. června 1848)
- 1914 – Josef Karel Šlejhar, naturalistický spisovatel (* 14. října 1864)
- 1920 – Václav Šnajdr, básník, novinář a podnikatel (* 26. září 1847)
- 1936 – Gustav Mayr, československý politik (* 28. listopadu 1872)
- 1939 – Karel Hermann-Otavský, právník, rektor Univerzity Karlovy (* 2. května 1866)
- 1942 – Svatý Gorazd II., pravoslavný biskup (* 26. května 1879)
- 1951
  - Vladimír Rajnoch, oběť komunistického teroru (* 8. března 1918)
  - Josef Čuba, člen protikomunistického odboje (* 29. října 1893)
  - Miloslav Pospíšil, oběť komunistického teroru (* 6. srpna 1918)
  - Sigmund Bakala, člen protikomunistického odboje (* 12. června 1925)
- 1955 – Alois Spisar, profesor Husovy československé evangelické fakulty bohoslovecké (* 18. dubna 1874)
- 1960 – Antonín Trýb, český lékař, básník a spisovatel (* 8. března 1884)
- 1979 – František Dlouhán, spisovatel a překladatel (* 21. března 1906)
- 1980 – Ladislav Zívr, sochař (* 23. května 1909)
- 1981 – Antonín Žváček, skladatel a dirigent dechové hudby (* 29. dubna 1907)
- 1986 – Ladislav Dědourek, knihkupec, nakladatel a amatérský fotograf (* 27. dubna 1912)
- 1999 – Klement Slavický, hudební skladatel (* 22. září 1910)
- 2009 – Jan Burka, malíř, grafik, sochař a básník (* 14. června 1924)
- 2010 – Rudolf Pellar, herec, překladatel a zpěvák (* 28. února 1923)
- 2013 – Eugene Balon, kanadský ichtyolog českého původu (* 1. srpna 1930)
- 2014 – Svatopluk Hrnčíř, český spisovatel (* 21. května 1926)
- 2015 – Vladimír Vodička, český hudební skladatel (* 1. května 1925)
- 2020
  - Bohumír Roedl, český historik a iberoamerikanista (* 23. března 1929)
  - Dana Mazalová, novinářka a reportérka (* 18. listopadu 1954)

### Svět

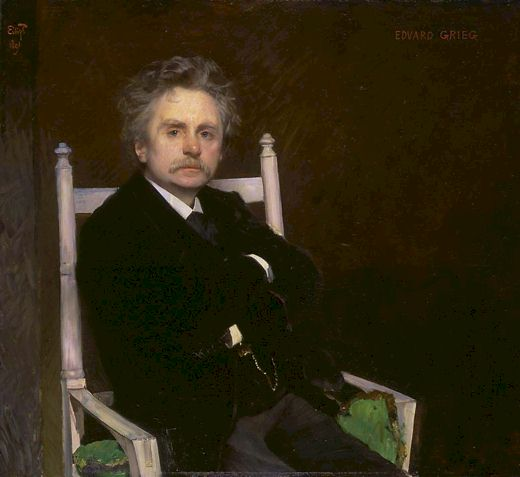
Edvard Grieg († 1907)

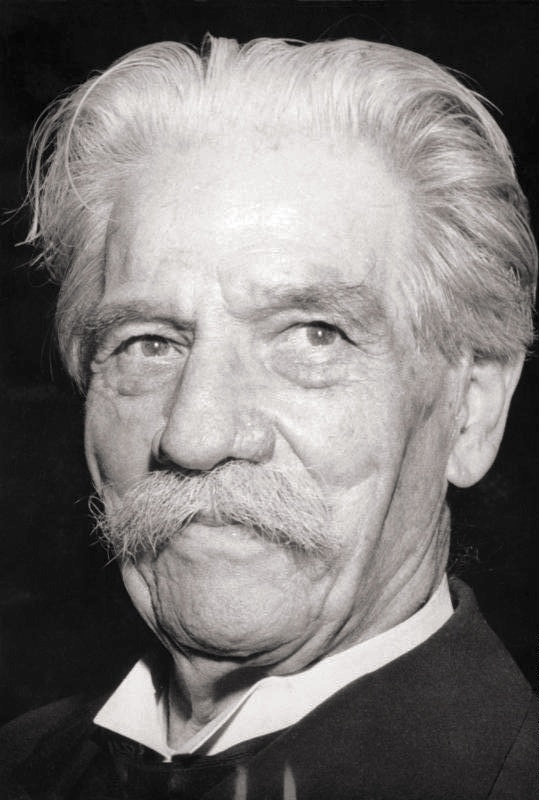
Albert Schweitzer († 1965)

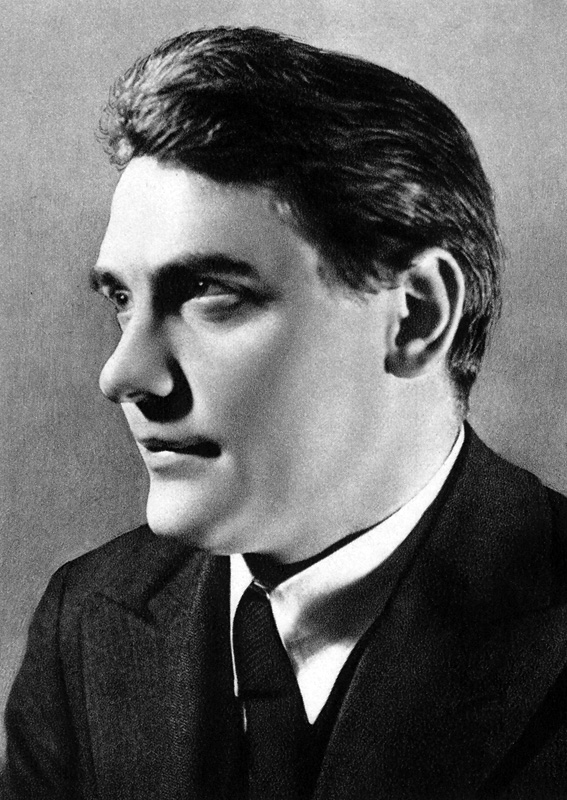
Laco Novomeský († 1976)

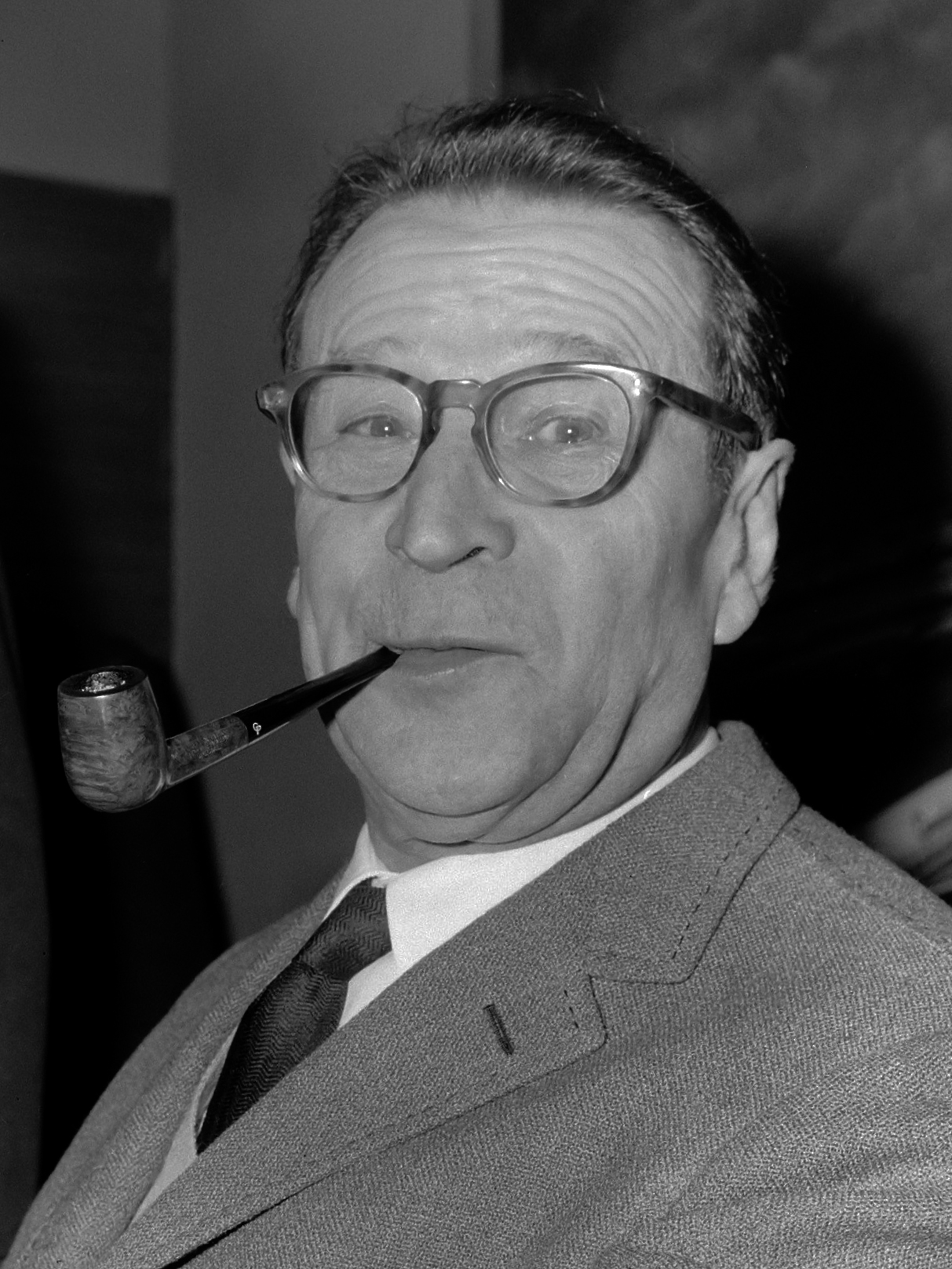
Georges Simenon († 1989)

- 1166 – Svatá Rozálie, sicilská světice (* 1130)
- 1308 – Markéta Burgundská, královna sicilská, neapolská a titulární královna jeruzalémská jako manželka Karla I. z Anjou (* 1250)
- 1323 – Šidebala, císař říše Jüan a veliký chán mongolské říše (* 22. února 1303)
- 1588 – Robert Dudley, 1. hrabě z Leicesteru, anglický šlechtic a pravděpodobný milenec královny Alžběty I. (* 1532/33)
- 1698 – Charles d'Albert d'Ailly, francouzský generál a diplomat (* 1625)
- 1727 – Kristýna Eberhardýna Hohenzollernská, polská královna jako manželka Augusta II. Silného (* 19. prosince 1671)
- 1759 – Alžběta Karolina Hannoverská, vnučka britského krále Jiřího II. (* 10. ledna 1741)
- 1774 – Samuel Lišovíni, slovenský duchovní a spisovatel (* 31. ledna 1712)
- 1803 – Carlo Mondini, italský biolog a lékař (* 5. listopadu 1729)
- 1828 – Ludwig August von Fallon, rakouský generál, geodet a kartograf (* 27. listopadu 1776)
- 1834 – Marie Františka Portugalská, portugalská infantka (* 22. dubna 1800)
- 1851 – William MacGillivray, skotský ornitolog (* 25. ledna 1796)
- 1884 – Wilhelm Engerth, rakouský stavitel železnic a konstruktér lokomotiv (* 26. května 1814)
- 1899 – Jovan Ristić, srbský politik (* 16. ledna 1831)
- 1907 – Edvard Grieg, norský hudební skladatel, klavírista a dirigent (* 15. června 1843)
- 1908 – Rūdolfs Blaumanis, lotyšský spisovatel (* 1. ledna 1863)
- 1914 – Charles Péguy, francouzský spisovatel, filosof a básník (* 1873)
- 1916 – José Echegaray y Eizaguirre, španělský matematik, spisovatel, nositel Nobelovy ceny za literaturu (* 19. dubna 1832)
- 1920 – Václav Šnajdr, česko-americký básník a novinář (* 26. září 1847)
- 1930 – Vladimir Klavdijevič Arseňjev, sovětský etnograf, geograf, cestovatel a spisovatel (* 10. září 1872)
- 1931 – Leopold Salvátor Rakousko-Toskánský, rakouský arcivévoda a princ toskánský (* 15. října 1863)
- 1937
  - Jevgenij Pašukanis, sovětský právní teoretik (* 23. února 1891)
  - Ibrahim al-Chalil, arabský palestinský politik (* 1877)
- 1942 – Ján Vanovič, československý politik (* 24. prosince 1856)
- 1944
  - Erich Fellgiebel, německý generál, účastník atentátu na Hitlera (* 4. října 1886)
  - Wiktor Potrzebski, polní kaplan ve varšavském povstání (* 30. července 1880)
- 1946 – Leon Rupnik, slovinský generál (* 10. srpna 1880)
- 1962 – William Clothier, americký tenista (* 27. září 1881)
- 1963 – Robert Schuman, francouzský politik, zakladatel Evropské unie (* 29. června 1886)
- 1965
  - Albert Schweitzer, německo-francouzský protestantský teolog, misionář, filosof a lékař, nositel Nobelovy ceny za mír (* 1875)
  - Thomas Hampson, britský olympijský vítěz v běhu na 800 metrů z roku 1932 (* 28. října 1907)
- 1974
  - Creighton Abrams, americký generál, který velel ve vietnamské válce (* 15. září 1914)
  - Marcel Achard, francouzský dramatik a spisovatel (* 5. července 1899)
- 1976 – Laco Novomeský, slovenský básník a politik (* 27. prosince 1904)
- 1977 – Ernst Friedrich Schumacher, britský ekonom německého původu (* 16. srpna 1911)
- 1984 – Henryk Łowmiański, polský historik (* 22. srpna 1898)
- 1987 – František Dibarbora, slovenský herec (* 19. listopadu 1916)
- 1989
  - Colin Clark, britský a australský ekonom a statistik (* 2. listopadu 1905)
  - Georges Simenon, belgický spisovatel (* 13. února 1903)
- 1991
  - Charlie Barnet, americký saxofonista (* 26. října 1913)
  - Henri de Lubac, francouzský teolog, kardinál (* 20. února 1896)
- 1996 – Joan Clarkeová, anglická kryptoanalytička a numismatička (* 24. června 1917)
- 1997
  - Aldo Rossi, italský architekt (* 3. května 1931)
  - Hans Eysenck, německo-britský psycholog (* 4. března 1916)
- 2002 – Jerome Biffle, americký olympijský vítěz ve skoku do dálky (* 20. března 1928)
- 2006
  - Steve Irwin, australský dobrodruh, ekolog a protagonista seriálu „Lovec krokodýlů“ (* 22. února 1962)
  - Giacinto Facchetti, italský fotbalista a fotbalový funkcionář (* 18. července 1942)
- 2014
  - Joan Riversová, americká herečka (* 8. června 1933)
  - Kurt Abels, německý germanista (* 27. listopadu 1928)
  - Donatas Banionis, litevský herec (* 28. dubna 1924)
  - Wolfhart Pannenberg, německý evangelický teolog (* 2. října 1928)
- 2022
  - Peter Straub, americký spisovatel (* 2. března 1943)
  - Boris Lagutin, sovětský boxer (* 24. června 1938)
- 2023 – Steve Harwell, americký zpěvák, frontman rockové skupiny Smash Mouth (* 9. ledna 1967)

## Svátky

### Česko
- Jindřiška, Jindra
- Rozálie
- Armida
- Muriel, Muriela

### Svět
- Namibie, Jihoafrická republika: Den osadníků (je-li pondělí)
- USA, Guam: Labor day (svátek práce) je-li pondělí

| 4. září v pražském KlementinuÚdaje jsou platné k 11. 3. 2025. | 4. září v pražském KlementinuÚdaje jsou platné k 11. 3. 2025. | 4. září v pražském KlementinuÚdaje jsou platné k 11. 3. 2025. |
| minimum                                                       | denní průměr                                                  | maximum                                                       |
| ------------------------------------------------------------- | ------------------------------------------------------------- | ------------------------------------------------------------- |
| 3,7 °C (1869)                                                 | 17,2 °C (od 1961)                                             | 32,8 °C (2024)                                                |